# Клекот Степан Михайлович
Степан Михайлович Клекот (нар. 18 березня 1986, с. Самолусківці, Україна) — український футболіст, захисник ФК «Тернопіль».

## Життєпис
Степан Клекот народився 18 березня 1986 року в селі Самолусківці Гусятинського району Тернопільської області (тоді УРСР).
Працює асистентом кафедри фізичної реабілітації, здоров'я людини та фізичного виховання Тернопільського державного медичного університету імені І. Я. Горбачевського.
Одружений, разом з дружиною Мар'яною виховують сина.

## Клубна кар'єра

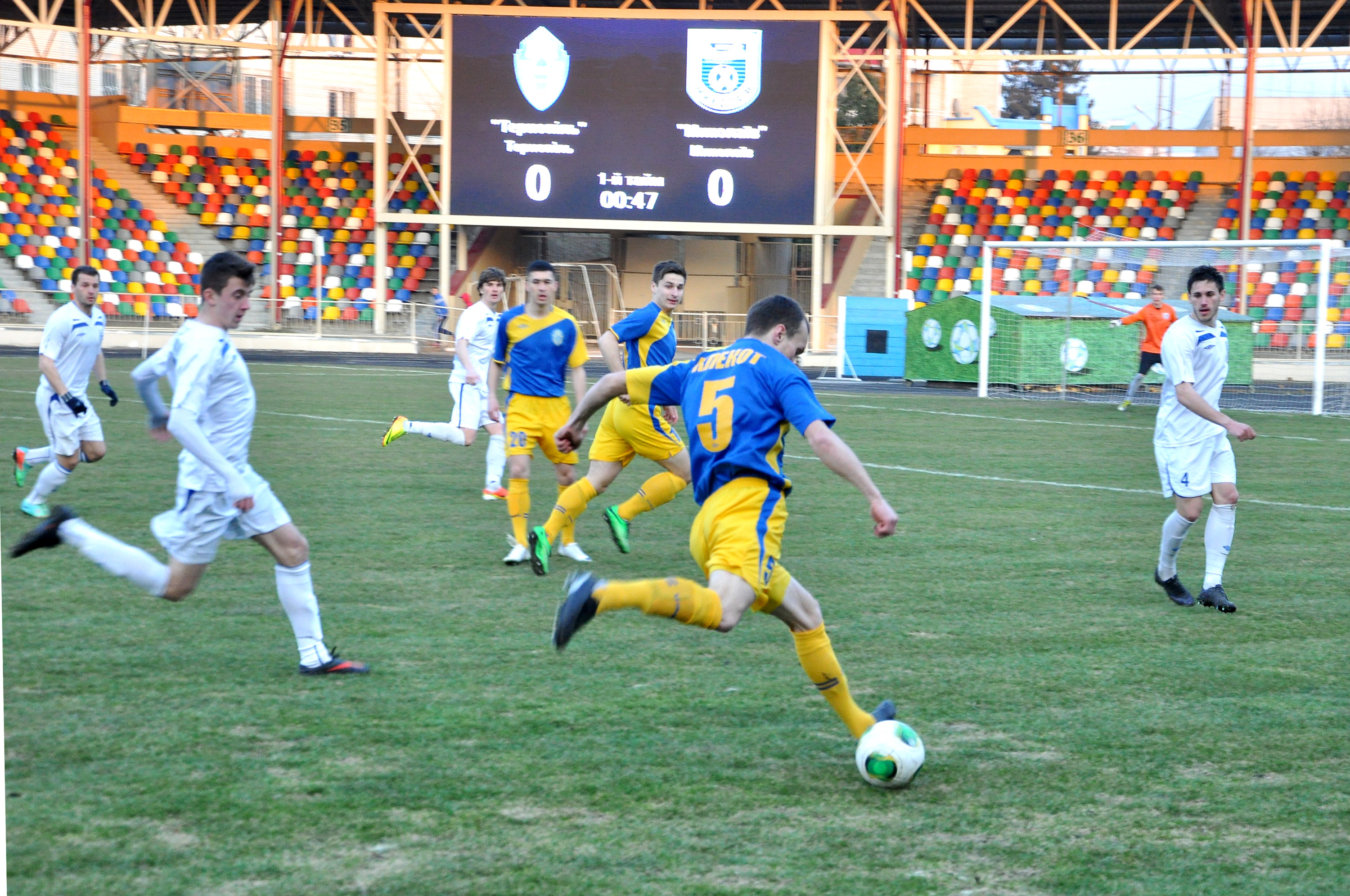
Степан Клекот у матчі «Тернопіль» — «Миколаїв», 20.03.2015

Перший тренер — Василь Івегеш. Тренер Анатолій Назаренко.
Виступав за «Зорю» (Самолусківці), ДЮСШ Тернопіль, «Надію» (Копичинці), «Іскру» (Теофіполь), «Збруч» (Волочиськ), «Педліцей» (Тернопіль), «Поділля» (Хмельницький), «Гірник-спорт» (Горішні Плавні), «Товтри» (Козлів), «Конфермат» (Хмельницький), «Креатор-Буд» (Тернопіль).
Нині — захисник ФК «Тернопіль».